# Tayshaun Prince
Tayshaun Durell Prince (Compton, 28 februari 1980) is een Amerikaans voormalig basketballer.

## Carrière
Prince speelde collegebasketbal van 1998 tot 2002 voor de Kentucky Wildcats. In de NBA draft van 2002 werd hij als 23e gekozen door de Detroit Pistons. Hij speelde elf seizoenen voor de Pistons en werd met hen kampioen in 2004. Van 2005 tot 2008 werd hij verkozen tot NBA All-Defensive Second Team. In 2008 nam hij deel aan de Olympische Spelen waar hij een gouden medaille won met de Amerikaanse ploeg. Eind januari 2013 werd hij geruild naar de Memphis Grizzlies in een ruil waarbij ook de Toronto Raptors betrokken waren. Andere spelers in deze ruil waren: Austin Daye, José Calderón, Rudy Gay, Hamed Haddadi en Ed Davis.
Twee seizoenen later in januari 2015 werd hij opnieuw geruild ditmaal naar de Boston Celtics, ook de New Orleans Pelicans waren betrokken in deze ruil. Andere spelers waren: Jeff Green, Quincy Pondexter, Austin Rivers en Russ Smith. Een maand later werd hij geruild naar de Detroit Pistons en keerde zo terug naar de club waar hij het grootste deel van zijn carrière doorbracht. Ook de Phoenix Suns en Marcus Thornton, Gigi Datome, Jonas Jerebko en Isaiah Thomas waren betrokken in deze deal. In augustus 2015 tekende hij als vrije speler bij de Minnesota Timberwolves en speelde er nog een laatste seizoen.

## Erelijst
- NBA-kampioen: 2004
- NBA All-Defensive Second Team: 2005, 2006, 2007, 2008
- FIBA Americas Championship:  2007
- Olympische Spelen:  2008

## Statistieken

### Reguliere Seizoen
| Seizoen  | Team                   | WG   | WS  | MPW  | 2P%  | 3P%  | FW%  | RPW | APW | SPW | BPW | PPW  |
| -------- | ---------------------- | ---- | --- | ---- | ---- | ---- | ---- | --- | --- | --- | --- | ---- |
| 2002/03  | Detroit Pistons        | 42   | 5   | 15,4 | 44,9 | 42,6 | 64,7 | 1,1 | 0,6 | 0,2 | 0,3 | 3,3  |
| 2003/04  | Detroit Pistons        | 82   | 80  | 32,9 | 46,7 | 36,3 | 76,6 | 4,8 | 2,3 | 0,8 | 0,8 | 10,3 |
| 2004/05  | Detroit Pistons        | 82   | 82  | 37,1 | 48,7 | 34,1 | 80,7 | 5,3 | 3,0 | 0,7 | 0,9 | 14,7 |
| 2005/06  | Detroit Pistons        | 82   | 82  | 35,3 | 45,5 | 35,0 | 76,5 | 4,2 | 2,3 | 0,8 | 0,5 | 14,1 |
| 2006/07  | Detroit Pistons        | 82   | 82  | 36,6 | 46,0 | 38,6 | 76,8 | 5,2 | 2,8 | 0,6 | 0,7 | 14,3 |
| 2007/08  | Detroit Pistons        | 82   | 82  | 32,9 | 44,8 | 36,3 | 76,8 | 4,9 | 3,3 | 0,5 | 0,4 | 13,2 |
| 2008/09  | Detroit Pistons        | 82   | 82  | 37,3 | 45,0 | 39,7 | 77,8 | 5,8 | 3,1 | 0,5 | 0,6 | 14,2 |
| 2009/10  | Detroit Pistons        | 49   | 49  | 34,0 | 48,6 | 37,0 | 71,4 | 5,1 | 3,3 | 0,7 | 0,4 | 13,5 |
| 2010/11  | Detroit Pistons        | 78   | 78  | 32,8 | 47,3 | 34,7 | 70,2 | 4,2 | 2,8 | 0,4 | 0,5 | 14,1 |
| 2011/12  | Detroit Pistons        | 63   | 63  | 33,1 | 42,1 | 35,6 | 77,4 | 4,5 | 2,4 | 0,4 | 0,5 | 12,7 |
| 2012/13  | Detroit Pistons        | 45   | 45  | 32,4 | 44,4 | 43,4 | 79,6 | 4,6 | 2,5 | 0,5 | 0,3 | 11,7 |
| 2012/13  | Memphis Grizzlies      | 37   | 36  | 31,7 | 42,9 | 36,6 | 59,5 | 4,2 | 2,3 | 0,7 | 0,3 | 8,8  |
| 2013/14  | Memphis Grizzlies      | 76   | 76  | 25,6 | 40,7 | 29,0 | 56,7 | 3,1 | 1,6 | 0,5 | 0,3 | 6,0  |
| 2014/15  | Memphis Grizzlies      | 26   | 9   | 24,2 | 41,0 | 45,5 | 83,3 | 3,2 | 1,4 | 0,3 | 0,2 | 7,3  |
| 2014/15  | Boston Celtics         | 9    | 0   | 22,0 | 55,9 | 62,5 | 83,3 | 3,3 | 2,0 | 0,6 | 0,2 | 8,4  |
| 2014/15  | Detroit Pistons        | 23   | 7   | 24,8 | 43,1 | 42,3 | 66,0 | 4,2 | 1,7 | 0,7 | 0,3 | 7,3  |
| 2015/16  | Minnesota Timberwolves | 77   | 44  | 19,0 | 44,5 | 17,4 | 68,4 | 1,9 | 1,0 | 0,5 | 0,2 | 2,9  |
| Carrière | Carrière               | 1017 | 902 | 31,0 | 45,5 | 36,7 | 75,6 | 4,3 | 2,4 | 0,6 | 0,5 | 11,1 |

### Play-offs
| Seizoen  | Team              | WG  | WS  | MPW  | 2P%  | 3P%  | FW%  | RPW | APW | SPW | BPW | PPW  |
| -------- | ----------------- | --- | --- | ---- | ---- | ---- | ---- | --- | --- | --- | --- | ---- |
| 2002/03  | Detroit Pistons   | 15  | 3   | 25,5 | 42,6 | 29,2 | 76,3 | 3,8 | 1,5 | 0,5 | 0,9 | 9,4  |
| 2003/04  | Detroit Pistons   | 23  | 23  | 34,6 | 41,0 | 26,5 | 74,5 | 6,0 | 2,3 | 1,1 | 1,3 | 9,9  |
| 2004/05  | Detroit Pistons   | 25  | 25  | 40,9 | 43,3 | 36,7 | 80,0 | 6,3 | 3,3 | 1,0 | 0,4 | 13,4 |
| 2005/06  | Detroit Pistons   | 18  | 18  | 41,4 | 45,9 | 45,7 | 82,9 | 5,7 | 3,0 | 0,7 | 0,8 | 16,4 |
| 2006/07  | Detroit Pistons   | 16  | 16  | 41,6 | 41,5 | 40,9 | 75,9 | 6,4 | 3,8 | 0,9 | 0,3 | 14,1 |
| 2007/08  | Detroit Pistons   | 17  | 17  | 39,5 | 48,1 | 32,0 | 79,4 | 5,5 | 3,2 | 0,8 | 0,5 | 13,8 |
| 2008/09  | Detroit Pistons   | 4   | 4   | 32,3 | 25,9 | 20,0 | 0,0  | 3,5 | 1,3 | 0,3 | 0,0 | 3,8  |
| 2012/13  | Memphis Grizzlies | 15  | 15  | 30,3 | 35,5 | 26,3 | 60,9 | 3,8 | 1,9 | 0,5 | 0,3 | 7,0  |
| 2013/14  | Memphis Grizzlies | 7   | 6   | 16,1 | 38,5 | 25,0 | 0,0  | 1,4 | 0,9 | 0,1 | 0,0 | 3,0  |
| Carrière | Carrière          | 140 | 127 | 35,6 | 42,7 | 34,3 | 77,4 | 5,2 | 2,6 | 0,8 | 0,6 | 11,4 |

1 Billups · 
3 B. Wallace · 
7 James · 
8 Ham · 
10 Hunter · 
13 Okur · 
22 Prince · 
31 Miličić · 
32 Hamilton · 
34 Williamson · 
36 R. Wallace · 
41 Campbell · 
Coach Brown